# Shiva (Fear the Walking Dead)
«Shiva»— título original en inglés y español es el décimo-tercer episodio en general, el séptimo episodio y final de mitad de temporada de la segunda temporada de la serie de televisión posapocalíptica y de horror Fear the Walking Dead. El guion estuvo firmado por David Wiener y por otra parte Andrew Bernstein dirigió el episodio, que se emitió por AMC el 22 de mayo de 2016 en los Estados Unidos y en Latinoamérica.
Este episodio marca la aparente aparición final de Rubén Blades (Daniel Salazar) en la segunda temporada ya que el destino de su personaje quedó ambiguo.

## Trama
Después de matar a Thomas, Celia está furiosa y exige que Strand y el grupo se vayan. Chris se ha escapado y Travis se va tras él. Daniel comienza a tener pesadillas y actúa de manera extraña. Cuando ataca a uno de los hombres de Celia, Celia lleva a Daniel al sótano. Nick le trae a Luis, el hijo caminante de Celia y por eso deja que el grupo se quede, pero Strand debe irse. Madison habla con Nick sobre su fascinación por los muertos y está frustrado por sus sentimientos por Celia. Nick va a buscar a Travis y Chris, pero cuando los encuentra, Travis dice que él y Chris no volverán y que necesita ayudar a Chris. Le pide a Nick que le diga a Madison que no pudo encontrarlos. Celia lleva a Madison al sótano para mostrarle a los muertos vivientes, pero Madison la encierra dentro de la celda. Daniel ataca a uno de los trabajadores del complejo y escapa. Luego va a donde están los caminantes y prende fuego al lugar después de ver visiones de su esposa y de aquellos a quienes mató. Daniel no escapa del edificio en llamas. Strand regresa al complejo para ayudar al resto del grupo a escapar del incendio, pero cuando Madison ve a Nick, él le dice que no pudo encontrar a Travis y que no irá con ellos porque Celia tenía razón sobre que el grupo estaba destruyendo todo su camino y él ya no quiere ser parte de él.

## Recepción
"Shiva" recibió críticas positivas de los críticos. En Rotten Tomatoes, obtuvo una calificación de 71%, con un puntaje promedio de 6.47 / 10 basado en 14 comentarios. El consenso del sitio dice, "El final de mitad de temporada" Shiva "sacude a Fear the Walking Dead, arrojando las relaciones a un clima nuevo y aterrador mientras prepara el escenario para un mordaz precipicio".
Matt Fowler de IGN le dio a "Shiva" una calificación de 6.8/10.0 indicando; "Shiva" "tuvo un buen desempeño en el frente de Travis/Chris y me gustó cómo Madison trató con Celia, pero parecía querer servir al punto final más que a los personajes. El final ardiente que funcionó para dividir a todos. la demencia se sentía apurada. Y si ese era el lugar al que este programa quería llevarlo, desearía que hubieran dedicado más tiempo a la construcción. Especialmente porque Daniel era uno de los pocos personajes de la serie que era fácil (ish) preocuparse Además, cada vez es más difícil controlar a Nick y lo que elegirá hacer de una semana a otra. A veces se siente arbitrario."

### Calificaciones
"Shiva" fue vista por 4.39 millones de espectadores en los Estados Unidos en su fecha de emisión original, debajo de la calificación del episodio anterior de 4.49 millones.